# Kvarseboklint

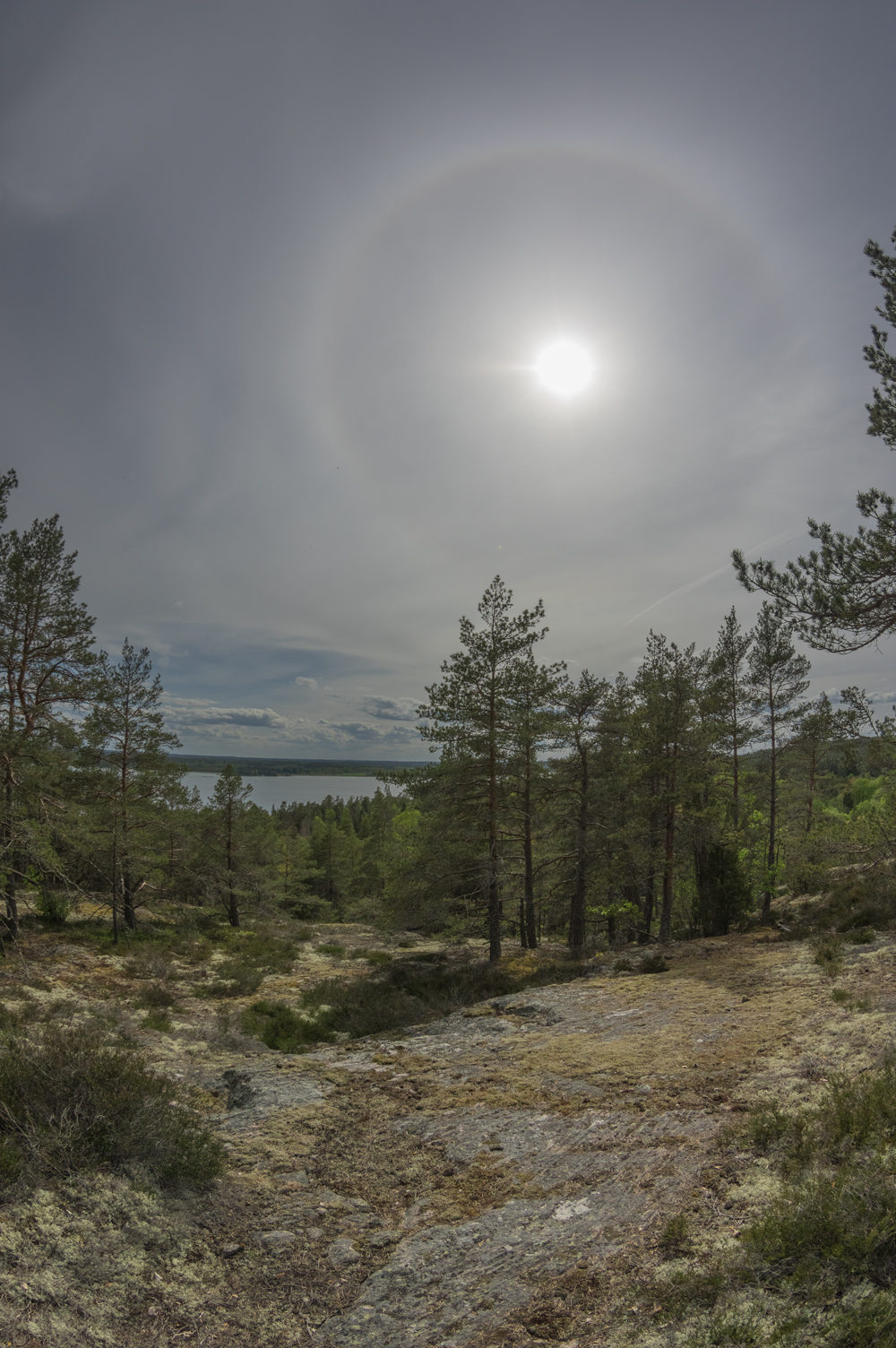
Kvarseboklint. Utsikt över klippor och skog mot Bråviken. På himlen en halo.

Kvarseboklint är ett naturreservat i Norrköpings kommun i Östergötlands län.
Området är naturskyddat sedan 2007 och är 68 hektar stort. Reservatet omfattar en sydsluttning mot Bråviken och består av barrnaturskog och ett parti lövskog.